# فایچوک
فایچوک یا فایچوئوک یا تُل یا جزایر غربی گروهی از چهار آبخوست جدا از هم هستند که با کانال‌های آبی کم عرض از آبخوست اصلی جدا شده اند. این گروه آبخوست در بخش غربی تالاب چوک، ایالت چوک، ایالات فدرال میکرونزی قرار دارند. در محاسبات آماری، این چهار آبخوستِ نزدیک به هم، یکی در نظر گرفته می‌شوند.

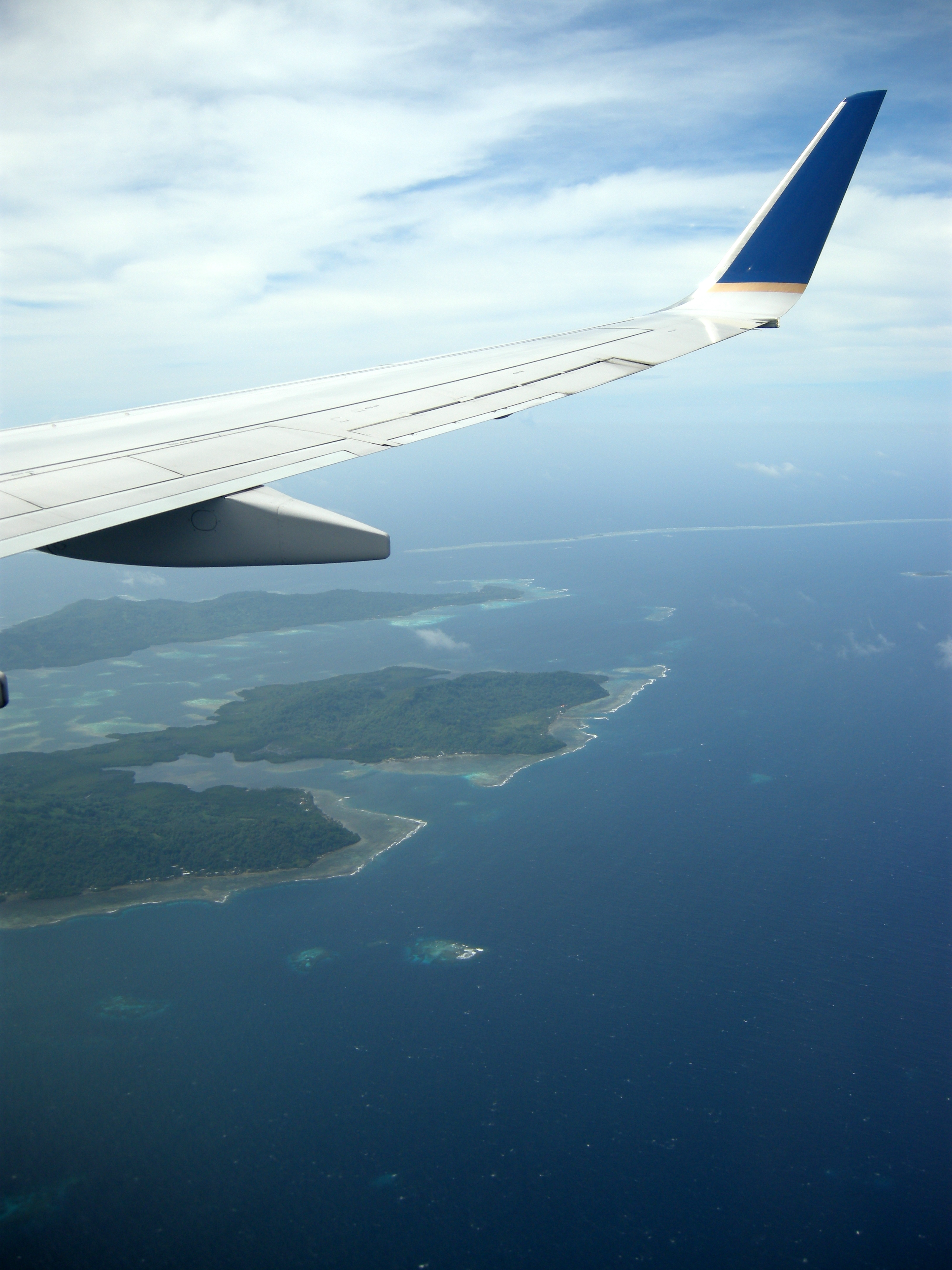
نمای هوایی از فایچوک

نام این چهار آبخوست: پاتا، پوله، وُنِی (یا وُنِی یا اُنِی) و تُل است که گاهی همه آنها "تُل" نامیده می‌شوند. دیگر آبخوست‌ها ائوت، فالا-بگوئتس، رومانوم، و اودوت هستند. بر پایه منابع گوناگون، مجموع مساحت زمین‌های خشک آنها ۴۱٫۹ یا ۴۹٫۶۳ کیلومتر مربع (۱۶٫۱۸ یا ۱۹٫۱۶ مایل مربع) است. ۱۶,۰۰۰ نفر در این آبخوست‌ها زندگی می‌کنند. بیشترین این آبخوست‌ها پوشیده از تپه هستند که بیشترین بلندای آن در کوه وینیپون در آبخوست تُل به ۴۴۳ متر (۱٬۴۵۳ فوت) می‌رسد.
| آبخوست           | مساحت (کیلومتر مربع) | جمعیت ۲۰۰۸ |
| ---------------- | -------------------- | ---------- |
| گروه‌فایچوک       |                      |            |
| پاتا             | ۴/۴۱                 | ۲,۱۰۳      |
| پوله             | ۹/۳۸                 | ۲,۶۶۲      |
| تل               | ۱۰/۳۲                | ۵,۴۹۵      |
| ونئی             | ۱۰/۰۵                | ۱,۰۷۳      |
| پیسان            |                      |            |
| گروه‌نومیویسوفو   |                      |            |
| ائوت             | ۰/۴۹                 | ۴۰۷        |
| فالا-بگوئتس      | ۱/۵۷                 | ۷۸۴        |
| رومانوم          | ۰/۷۵                 | ۱,۴۹۱      |
| اودوت            | ۴/۹۳                 | ۲,۰۰۸      |
| آبخوست‌های فایچوک | ۴۱/۹۰                | ۱۶,۰۲۳     |